# 有道

有道曾是一个网络搜索引擎。由中国互联网公司网易推出。2006年，有道搜索测试版出现。2007年12月11日，正式版推出。打造了一系列大众学习工具产品。作为门户网站的搜索，提供用户：网页、图片、热闻、购物、音乐、视频、博客搜索以及有道词典、快贴等功能。特色产品主要是有道词典、有道云笔记、有道翻译、有道购物搜索。有道在中国搜索市场同百度、谷歌、搜搜、搜狗等搜索竞争。2008年，有道搜索把原来标志的英文名称“yodao”更改为“youdao”。网易CEO丁磊曾表示：“会以更加开放的心态”发展有道，并说“我们的目标是中立、客观、包容的引擎”。有道网络爬虫(Web spider)的用户代理字符串名为：YoudaoBot。
2014年，网易有道宣布正式进军互联网教育行业。
2018年，网易有道完成首次战略融资。
2019年10月，网易有道成功登陆纽交所，股票代码为“DAO”，成为网易集团首个独立上市的公司。

## 与奇虎360的合作
2009年12月，有道搜索引入360的“云安全”网址库进行搜索结果的对比，帮用户识别挂马网页和钓鱼网站。2012年8月，网易有道为360用户在360搜索、浏览器、网址导航等多个产品中为360用户提供词典和在线翻译等服务。2013年，有道搜索将搜索结果改由360搜索提供。

## 注脚
1. ↑  . 网易.   [2011-07-16]. （原始内容存档于2015-03-13） （中文（中国大陆））. 2006年底有道搜索推出测试版，并于2007年12月11日推出正式版。
2. ↑  . CNET科技资讯网. （原始内容存档于2016-03-04）.
3. ↑  .   [2010-04-24]. （原始内容存档于2015-07-09）.
4. ↑  . 新浪. 2013-08-05  [2014-10-18]. （原始内容存档于2019-06-08）.
5. ↑  . 新浪. 2013-08-02  [2014-10-18]. （原始内容存档于2019-06-08）.